# ひろしま映像展
ひろしま映像展（ひろしまえいぞうてん）は、広島県広島市で開催されている自主映画（自主制作映画）のコンテスト。
観客による評価を重視し、グランプリをはじめとする各賞をすべて観客投票で決定している点が特徴。主催はひろしま映像展実行委員会。
第一回は1994年に開催、以後毎年広島市中区の映画館シネツインを会場として3月下旬から4月上旬の時期に開催されている。作品募集は12月から1月末まで行われる。2014年から休止中。